# Camouflage wz. 93 Pantera
Le camouflage wz.93 Pantera est un motif de camouflage de l'Armée Polonaise utilisé à partir de 1993. Il remplace le camouflage wz. 89 Puma. Son contraste est amélioré grâce aux couleurs différentes de son prédécesseur, ce qui lui procure un meilleur effet camouflant.
Le camouflage Pantera est développé pour les forces spéciales GROM et devient réglementaire après que le président Lech Wałęsa apparaît plusieurs fois, vêtu de l'uniforme de forces spéciales pendant des manœuvres.
Pantera reçoit son baptême du feu au sein de la Force de protection des Nations unies.
Au début du XXIe siècle, en raison de l'engagement de l'armée polonaise dans des zones désertiques, une variante désert du "Pantera" a été créée. Le motif reste le même mais avec des couleurs plus claires.